# Chevalier d’Herbain
Der Chevalier d’Herbain  (Vorname unbekannt, * um 1730–34 in Paris; † 1769 ebenda) war ein französischer Komponist.
Chevalier d’Herbain schlug eine militärische Laufbahn ein und wurde Hauptmann der Kavallerie. Seine ersten drei Opern entstanden in einer Garnison in Italien. Il geloso wurde 1751 in Rom uraufgeführt und später in Florenz gespielt, die Uraufführungen von Il trionfo del Giglio und La Lavinia fanden 1751 bzw. 1753 in Bastia statt. Ein Opern-Ballett, eine komische Oper und eine Komödie mit Arietten entstanden in Paris und wurden an der Académie royale bzw. der Comédie-Italienne uraufgeführt.

## Werke
- Il geloso, Intermezzo, 1751
- Il trionfo del Giglio / Le Triomphe du lys, Oper, 1751
- La Lavinia, Oper, 1753
- Iphis et Célime ou Le Temple de l’Indifférence détruit pas l'Amour,  Opéra-Ballet, 1756
- Les Deux Talents, Opéra comique, 1763
- Nanette et Lucas ou La Paysanne curieuse, Comédie, Prosa mit Arietten, 1764